# HMS Universal (P57)
Le HMS Universal (Pennant number: P57) est un sous-marin de la classe Umpire ou Classe U  de la Royal Navy. Il a été construit en 1941 par Vickers-Armstrongs à Newcastle upon Tyne (Angleterre).

## Conception et description
Le Universal fait partie du troisième groupe de sous-marins de classe U qui a été légèrement élargi et amélioré par rapport au deuxième groupe précédent de la classe U. Les sous-marins avaient une longueur totale de 60 mètres et déplaçaient 549 t en surface et 742 t en immersion. Les sous-marins de la classe U avaient un équipage de 31 officiers et matelots.
Le Universal était propulsé en surface par deux moteurs diesel fournissant un total de 615 chevaux-vapeur (459 kW) et, lorsqu'il était immergé, par deux moteurs électriques d'une puissance totale de 825 chevaux-vapeur (615 kW) par l'intermédiaire de deux arbres d'hélice. La vitesse maximale était de 14,25 nœuds (26,39 km/h) en surface et de 9 nœuds (17 km/h) sous l'eau.
Le Universal était armé de quatre tubes lance-torpilles de 21 pouces (533 mm) à l'avant et transportait également quatre recharges pour un grand total de huit torpilles. Le sous-marin était également équipé d'un canon de pont de 3 pouces (76 mm).

## Carrière
La quille du sous-marin Universal a été posée au chantier Vickers Armstrong à Newcastle upon Tyne le 5 septembre 1941, lancé le 10 novembre 1942 et mis en service le 8 mars 1943.
Il a passé la plus grande partie de la guerre en Méditerranée, où il a coulé les patrouilleurs auxiliaires italiens V 130/Ugo et V 134/Tre Sorelle, le navire marchand italien La Foce, la canonnière auxiliaire allemande SG 15 (l'ancienne Rageot de la Touche française), les navires marchands allemands President Dal Piaz et Canosa (l'ancienne Corsa française), la vedette de garde allemande FMa 06 (l'ancienne Guarani française) et le dragueur de mines auxiliaire allemand Petrel. Le Universal a également endommagé le voilier espagnol Sevellina et le pétrolier italien (sous contrôle allemand) Cesteriano, qui a ensuite été remorqué à Toulon. Le Universal a également tiré une torpille contre ce qui est identifié comme un dragueur de mines auxiliaire ennemi. Il affirme avoir endommagé le navire non identifié jusqu'alors.
Le Universal a survécu à la guerre et a été vendu pour être démantelé en février 1946. Le 3 février, lors du passage de Foyle en Irlande du Nord à Newport dans le Monmouthshire, sous le commandement du lieutenant-commandant W.F.N. Main (RNR), ses moteurs tombèrent en panne et le lendemain matin, il fut pris en remorque par le destroyer Southdown. Le temps se détériorant, le remorquage s'est rompu huit ou neuf fois et a finalement été abandonné. Des canots de sauvetage d'Aberystwyth, de New Quay et de Fishguard ont assuré le service pendant plus de 24 heures, attendant dans une mer agitée que l'équipage du Universal abandonne le navire.
Il a été mis au rebut à Milford Haven en juin 1946.

## Commandant
- Lieutenant (Lt.) Cecil Gordon (RN) de décembre 1942 au 29 novembre 1944
- Lieutenant (Lt.) Samuel Stanley Brooks (RN) du 29 novembre 1944 au 8 mai 1945
- Lieutenant (Lt.) Arlingham Jerome D Arcy Burdett (RN) du 8 mai 1945 au 12 mai 1945
- Lieutenant (Lt.) Derek John Palmer (RNVR) du 12 mai 1945 au 6 juin 1945
- T/Lieutenant (T/Lt.) Robin William Garson (RN) du 6 juin 1945 à juillet 1945
- Lieutenant (Lt.) Bruce Collins (RN) du 8 septembre 1945 à fin 1945

RN: Royal Navy - RNVR: Royal Naval Volunteer Reserve